# 다케우치 료
다케우치 료(일본어: 竹内 涼, 1991년 3월 8일 ~ )는 일본의 축구 선수이다. 현재 J2리그의 시미즈 에스펄스에서 뛰고 있다.

## 구단 경력
그는 2009년부터 J리그의 시미즈 에스펄스, 기라반츠 기타큐슈에서 뛰었다.